# Heidi Reichinnek
Heidi Reichinnek (født 19. april 1988) er en tysk politiker fra venstrefløjspartiet Die Linke. Siden 2024 har hun sammen med Sören Pellmann ledet partiets gruppe i Forbundsdagen.

## Karriere
Reichinnek blev politisk interesseret som teenager, hvor hun var modstander af Hartz IV-arbejdsmarkedsreformen iværksat af kansler Gerhard Schröder. Hun læste politologi og mellemøststudier på universitetet og tilbragte et semester i Kairo under det arabiske forår. I 2015 meldte hun sig ind i Die Linke og blev året efter valgt til byrådet i Osnabrück. I 2019 blev hun formand for partiets afdeling i Niedersachsen. I februar 2024 blev hun en af de to ledere for Die Linkes reorganiserede gruppe i Forbundsdagen, efter at Sahra Wagenknecht havde forladt partiet sammen med en gruppe tilhængere for at danne Bündnis Sahra Wagenknecht. Ved forbundsdagsvalget 2025 var Reichinnek den ene af Die Linkes to spidskandidater; den anden var den 63-årige Jan van Aken.
Reichinnek har blandt andet talt imod økonomisk ulighed, for legalisering af hårde stoffer og for indførelse af huslejelofter. Hun menes at have spillet en rolle for Die Linkes overraskende gode valg ved forbundsdagsvalget 2025, efter at partiet havde været afskrevet af mange, da det blev splittet ved Wagenknechts exit og dannelse af et konkurrerende parti. Forud for forbundsdagsvalget 2025 udnyttede Die Linke en ledig position ved som det eneste parti i Forbundsdagen at fungere som et klart politisk alternativ til en indvandringskritisk linje i tysk politik. Reichinnek, der indtil da havde været en relativt ukendt politiker i Tyskland, blev under valgkampen især kendt for en meget følelsesladet tale imod den konservative leder Friedrich Merz' aftale med partiet Alternative für Deutschland om at støtte et forslag, der ville forringe vilkårene for asylansøgere. Reichinneks tale gik viralt på de sociale medier og banede ifølge mediet Politico vej for en pludselig stor stigning i antallet af nye, især unge medlemmer til Die Linke og støtter af partiet på medier som TikTok.